# Think! (álbum de James Brown)
Think! é o terceiro álbum de estúdio de James Brown and The Famous Flames, apresentando os singles de sucesso "Baby You're Right" e a versão cover de "Bewildered", além de outra cover da faixa título, "Think" originalmente gravada pelo grupo The "5" Royales. Também inclui os sucessos nacionais "I'll Go Crazy", "This Old Heart" e  "Baby You're Right", o sucesso regional "Good Good Lovin'" e o lado B do dueto de Brown com Bea Ford, "You've Got the Power". No total, o álbum contém nada menos do que sete sucessos nacionais que entraram nas paradas Pop e R&B, bem como alguns sucessos regionais.

## Faixas
| Canções |                                  |         |  |
| N.º     | Título                           | Duração |  |
| 1.      | "Think"                          | 2:50    |  |
| 2.      | "Good Good Lovin'"               | 2:17    |  |
| 3.      | "Wonder When You're Coming Home" | 2:33    |  |
| 4.      | "I'll Go Crazy"                  | 2:09    |  |
| 5.      | "This Old Heart"                 | 2:11    |  |
| 6.      | "I Know It's True"               | 2:43    |  |
| 7.      | "Bewildered"                     | 2:25    |  |
| 8.      | "I'll Never Let You Go"          | 2:20    |  |
| 9.      | "You've Got the Power"           | 2:22    |  |
| 10.     | "If You Want Me"                 | 2:26    |  |
| 11.     | "Baby You're Right"              | 3:07    |  |
| 12.     | "So Long"                        | 2:50    |  |